# Alibi seducente
Alibi seducente (Her Alibi) è un film commedia del 1989, girato quasi interamente a Baltimora, diretto da Bruce Beresford ed interpretato da Tom Selleck e Pavlína Pořízková.

## Trama
Philip Blackwood è uno scrittore di libri gialli, creatore del personaggio di Peter Swift, capace di risolvere i casi più difficili.
Purtroppo sta attraversando un periodo di crisi di scrittura: non ha più idee da quando l'ex moglie lo ha lasciato e malgrado le sollecitazioni del suo editore Sam Dusen, non riesce a scrivere un nuovo romanzo.
Così per cercare di risolvere il problema, decide di andare in tribunale a vedere i casi di omicidio per trarne ispirazione.
Lì incontra un'enigmatica ed affascinante ragazza romena, di nome Nina Jonescu accusata di aver ucciso un suo connazionale.
Phillip, persuaso della sua innocenza, fornisce alla donna un alibi - dice di essere il suo fidanzato - che le consente di essere scarcerata nonostante i dubbi ed i timori del tenente di Polizia Frank Polito. Convinta Nina a trasferirsi nella sua casa, Phillip, ispirandosi ai curiosi avvenimenti della vita quotidiana (Nina viene sorvegliata da tre individui dell'Ambasciata del suo paese, e compie altre stravaganze) riesce a scrivere il libro raccontando le immaginarie avventure del suo personaggio.
Nel corso di un raduno internazionale circense, al quale partecipano anche i familiari di Nina in attesa di asilo politico, i colpevoli della morte del rumeno vengono smascherati confermando così l'innocenza della donna.

## Distribuzione

### Data di uscita
- USA: 3 febbraio 1989
- Svezia: 5 maggio 1989
- Regno Unito: 12 maggio 1989
- Germania Ovest: 24 agosto 1989

## Riconoscimenti
Nomination «Golden Raspberry» 1990 a Pavlína Pořízková come "Peggior Attrice"